# Spiegelberg (Namibia)
Der Spiegelberg (afrikaans Spieëlberg), auch Schaumberg, Spiegelkopf, Spieëlkop, ist ein 1231 m hoher, markanter Berg in den Hunsbergen im südlichen Namibia. Der Spiegelberg liegt östlich des Konkiep sowie 38 km südwestlich des Fischfluss-Canyons und ist von diesem aus gut sichtbar.
Der Berg trägt den Namen Spiegelberg, weil die Deutschen während des Namaaufstandes auf der nördlich des Bergspitzes gelegenen Kante eine Heliographenstation eingerichtet hatten. 
1942 unternahm Denis Woods einen Versuch, den Spiegelberg zu erklimmen. Er musste feststellen, dass der Berg nur in einer Gruppe zu erklimmen war. 1966 starteten sechs Bergsteiger des Mountain Club of South Africa eine nächste Expedition. Friedrich Schreiber hatte den Berg 1957 zum ersten Mal gesehen und er war von der Ähnlichkeit, die der Berg mit dem Matterhorn hatte, fasziniert. Die Expedition startete am 7. April 1966 von Ai-Ais am Fischfluss. Die Expeditionsteilnehmer waren Friedrich Schreiber, Hiltila Marggraff, Anni Scheuermann, Peter von Wrede und André Burger und Klaus von Ludwiger. Die drei Frauen und von Ludwiger blieben in einem Camp während Friedrich Schreiber, Peter von Wrede und André Burger den Gipfel erklommen.

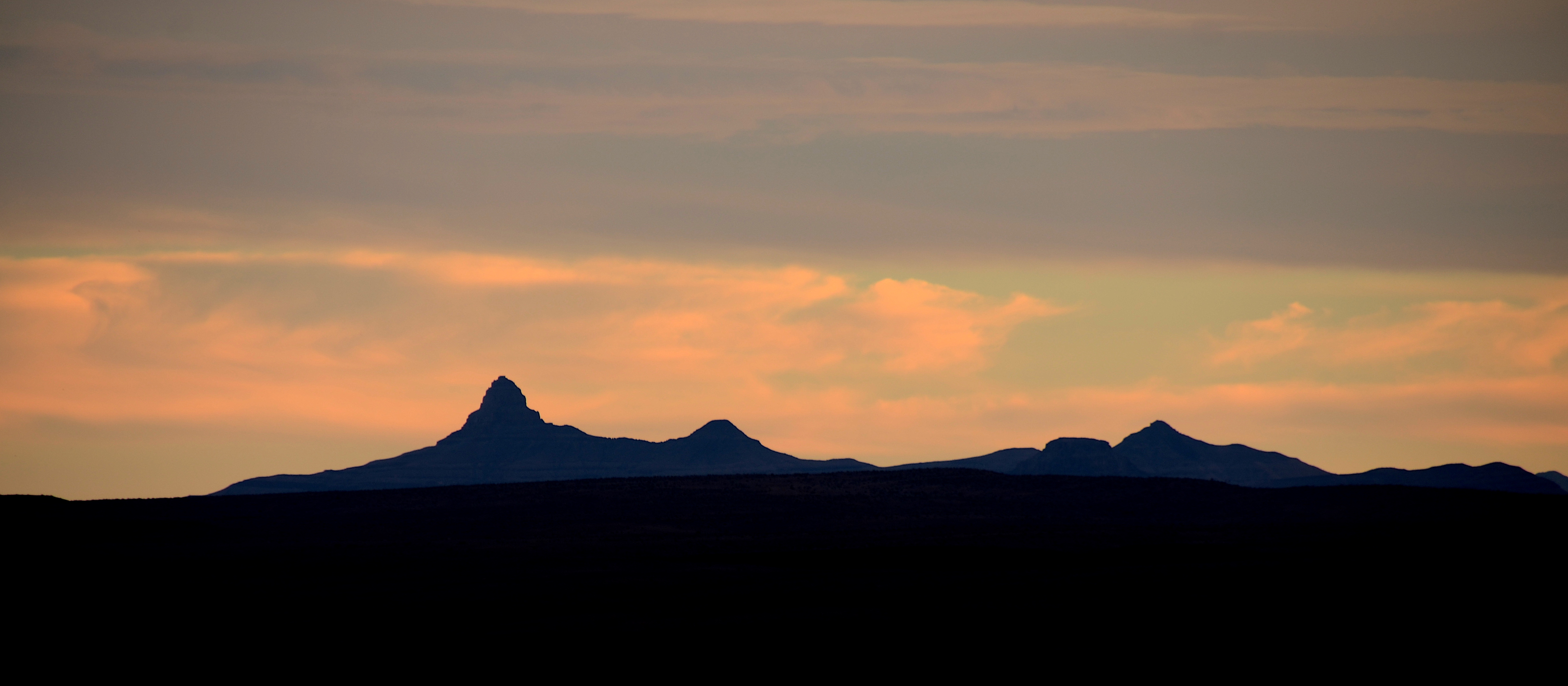
Der Spiegelberg vom Fischfluss-Canyon aus gesehen